# Giubega (gmina)
Giubega – gmina w Rumunii, w okręgu Dolj. Obejmuje tylko jedną miejscowość Giubega. W 2011 roku liczyła 2036 mieszkańców.